# Khujjuttarā
Khujjuttarā (lingua pāli; in sanscrito Kubjottarā, Kubjuttarā;  in cinese 久壽多羅、堀述多羅 (Jiǔshòuduōluó, Kūshùduōluó); in giapponese 久寿多羅; fl. VI secolo a.C.) è stata una delle più importanti (sanscrito: agra, pāli: agga) discepole laiche (pali:upāsikā, sravaka) del Buddha.

## Biografia
Secondo i commenti al canone pāli, Khujjuttara era una servitrice di una delle regine del re Udena del Kosambi di nome Samavati. Poiché la regina non era in condizione di andare ad ascoltare il Buddha, mandò invece Khujjuttarā che andò e divenne così esperta che fu in grado di memorizzare gli insegnamenti e insegnarle alla regina e alle sue 500 dame di corte. Da questi discorsi del Buddha, Khujjuttarā, la regina Samavati e le 500 dame ottennero tutti il frutto (pali: phalla) del primo stadio dell'illuminazione (sotapanna).

## Impatto culturale
Nello stesso canone pāli, il nome di Khujjuttarā è menzionato nella Samyutta Nikaya 17.24, intitolata "Unica figlia", il Buddha afferma che le fedeli discepole laiche femminili dovrebbero esortare le loro amate figlie nel modo seguente: 
()
Un riferimento simile è fatto in Anguttara Nikaya 4.18.6. Inoltre, in AN 1.14, verso 260, il Buddha dichiara che Khujjuttarā è la sua discepola laica più istruita.
Il libro Itivuttaka del Khuddaka Nikaya, una raccolta di 112 brevi discorsi, è attribuito alla memoria di Khujjuttara dei discorsi di Buddha.